# Marcus Hahn
Marcus Hahn (* 1968) ist ein deutscher Literaturwissenschaftler.

## Leben
Nach dem 1989 am Geschwister-Scholl-Gymnasium in Pulheim abgelegten Abitur studierte Marcus Hahn von 1991 bis 1997 deutsche Philologie, mittlere und neuere Geschichte sowie Philosophie an der Universität zu Köln. Nach der Promotion zum Doktor der Philosophie 2001 an der Universität Konstanz war er von 2002 bis 2010 wissenschaftlicher Mitarbeiter im Fachbereich 3: Sprach-, Literatur- und Medienwissenschaften an der Universität Siegen. Nach der Habilitation 2010 an der Universität Siegen ist er seit 2015 W 3-Professor für deutsche Philologie (Neuere deutsche Literaturwissenschaft) an der Universität Regensburg.

## Schriften (Auswahl)
- Geschichte und Epigonen. Rombach, Freiburg im Breisgau 2003, ISBN 3-7930-9367-0.
- Gottfried Benn und das Wissen der Moderne. Wallstein, Göttingen 2011, ISBN 978-3-8353-0784-1.